# Saetta (1932)
«Саетта» (італ. Saetta) — військовий корабель, ескадрений міноносець типу «Дардо» Королівських ВМС Італії за часів Другої світової війни.

## Історія створення
«Саетта» закладений 27 травня 1927 року на верфі компанії CNT у Сестрі-Леванте (Генуя). 10 травня 1932 року увійшов до складу Королівських ВМС Італії.

## Історія служби
На початку Другої світової війни включений до 7-ї ескадри есмінців, яка мала у своєму складі однотипні кораблі «Дардо», «Фречча» та «Страле».
Есмінець брав активну участь у битвах Другої світової війни на Середземноморському театрі дій, бився в боях біля Калабрії та мису Спартівенто, а також у першій битві у затоці Сидра; супроводжував власні та переслідував ворожі конвої транспортних суден.
3 лютого 1943 року корабель залишив Бізерту, щоб супроводжувати італійський транспортний конвой до Неаполя, разом із міноносцями «Кліо», «Мусоне», «Урагано» і «Сіріо», у якому йшов великий танкер Thorsheimer. Поблизу туніського узбережжя «Урагано» потрапив на британську міну, що відірвала корму (затонув через три години, загиблих 114 чоловіків); «Саетта» і «Кліо» підійшли до тонучого корабля, намагаючись надати допомогу, але через десять хвилин, о 9.50 (за іншими джерелами в 13.10) «Саетта» також підірвався на морській міні, котра вибухнула всередині корпусу: переламаний на дві частини, корабель затонув менш ніж за хвилину в положенні 37° 35' пн.ш. і 10°37' східної довготи.
Есмінець «Саетта» за свою бойову кар'єру здійснив 163 бойових походи (4 — у складі оперативних груп військово-морських сил, 5 — з протичовнової оборони, 92 — з конвоювання, 16 — навчальних та 52 з перевезення військ місії), що в цілому становлять 64 458 миль і 252 дні у морі.